# Hélio Viana
Hélio Viana (Belo Horizonte, 5 de novembro de 1908 – Rio de Janeiro, 6 de janeiro de 1972) foi um jornalista, professor e historiador brasileiro.

## Biografia
Filho do comendador Artur Viana e de Querubina Martins, chegou ao Rio de Janeiro no fim da década de 1920 para cursar Direito, obtendo o Bacharelado pela Faculdade de Direito da Universidade do Rio de Janeiro, atual Faculdade Nacional de Direito da Universidade Federal do Rio de Janeiro em 1932. Ainda como estudante participou, em 1931, da reunião convocada por Plínio Salgado para organizar uma corrente em defesa das ideias integralistas. Passou a integrar a chamada "ala intelectual" da Ação Integralista Brasileira, ministrando o curso de História do Brasil, escrevendo nos veículos do movimento e publicando textos de história política e social do Brasil.
Com o golpe de 1937 e a dissolução da AIB, afastou-se da atividade militante para dedicar-se à prática docente e à pesquisa histórica. Em 1939 tornou-se o primeiro catedrático de História do Brasil, na Faculdade Nacional de Filosofia da então Universidade do Brasil (hoje Universidade Federal do Rio de Janeiro), assumindo ainda a cátedra de História da América na Pontifícia Universidade Católica do Rio de Janeiro. Nesta fase, durante a década de 1940, associou-se a diversas instituições de pesquisa histórica, aos institutos militares de formação e à academia diplomática brasileira, quando se intensificou a sua produção intelectual. Desse modo, tornou-se membro da Comissão de Estudos de Textos da História do Brasil, do Ministério das Relações Exteriores e da Comissão Diretora de Publicações da Biblioteca do Exército. Foi ainda membro da Academia Portuguesa de História.
Formou-se pela Faculdade Nacional de Filosofia em 1946. No ano seguinte, um curso ministrado na Escola de Estado-Maior do Exército permitiu a publicação, em 1948, da obra História das Fronteiras do Brasil, e do qual resultaria, dez anos mais tarde, a consagrada História Diplomática do Brasil.
Como jornalista, foi redator da revista Hierarquia, de tendência radical de direita, juntamente com Lourival Fontes e Francisco San Tiago Dantas (1931). Foi secretário do jornal A Ofensiva, e escreveu ainda no Jornal do Commercio do Rio de Janeiro.
Após a sua morte, a sua biblioteca e demais documentos foram divididos entre diversas universidades brasileiras.

## Obra
Foi autor de clássicos da historiografia brasileira, muitos deles adaptados como livros didáticos para o ensino médio. A sua área de especialidade era o Brasil Império.
- 1935 - "Formação Brasileira"
- 1938 - "A Contribuição de Portugal à formação americana"
- 1938 - "A Educação no Brasil Colonial"
- 1940 - "O Brasil Social: 1500-1640"
- 1943 - "Visconde de Sepetiba: Biografia"
- 1944 - "Matias de Albuquerque: Biografia"
- 1945 - "Da Maioridade à Conciliação: 1840-1857"
- 1945 - "Contribuição à História da Imprensa brasileira: 1812-1869"
- 1945 - "História do Brasil Colonial"
- 1945 - "História do Brasil: 1822-1937"
- 1948 - "História das Fronteiras do Brasil"
- 1948 - "Estudos de História Colonial"
- 1950 - "Estudos de História Imperial" (Coleção Brasiliana)
- 1951 - "História Administrativa e Econômica do Brasil"
- 1952 - "História da América"
- 1955 - "Capistrano de Abreu: Biografia"
- 1949 - "História da Aviação Brasileira"
- 1968 - "Vultos do Império"